# Watkins (Minnesota)
Pour les articles homonymes, voir Watkins.
Watkins est une ville du comté de Meeker, au Minnesota (États-Unis). D'après le recensement des États-Unis de 2010, elle compte 962 habitants. D'après le Bureau du recensement des États-Unis, elle couvre une superficie de 0,71 mi2 (1,84 km2).
La route principale de la localité est la Minnesota State Highway 55 (en).

## Histoire
Watkins dispose d'un bureau de poste depuis 1887. La localité a été nommée par des responsables du chemin de fer.

## Démographie
| Groupe            | Watkins | Minnesota | États-Unis |
| ----------------- | ------- | --------- | ---------- |
| Blancs            | 98,8    | 85,3      | 72,4       |
| Afro-Américains   | 0,5     | 5,2       | 12,6       |
| Autres            | 0,3     | 4,4       | 8,3        |
| Asiatiques        | 0,2     | 4,0       | 4,8        |
| Amérindiens       | 0,2     | 1,1       | 0,9        |
| Total             | 100     | 100       | 100        |
|                   |         |           |            |
| Latino-Américains | 0,4     | 4,7       | 16,7       |

Selon l'American Community Survey, pour la période 2011-2015, 98,26 % de la population âgée de plus de 5 ans déclare parler anglais à la maison, alors que 0,50 % déclare parler l'espagnol, 0,50 % l'allemand et 0,75 % une autre langue.
Le revenu par habitant était en moyenne de 21 517 dollars par an entre 2012 et 2016, en-dessous de la moyenne du Minnesota (33 225 dollars), et à la moyenne nationale (29 829 dollars). Sur cette même période, 14,8 % des habitants de Watkins vivaient sous le seuil de pauvreté (contre 10,8 % dans l'État et 12,7 % à l'échelle des États-Unis).